# Татьяна Фоміна
Татьяна Фоміна (ест. Tatjana Fomina, нар. 26 квітня 1954, Таллін) — естонська шахістка, міжнародний майстер (1977) та гросмейстер (2014) серед жінок, юрист.

## Коротка біографія
Татьяна Фоміна закінчила середню школу в Талліні (1971), факультет права Тартуського університету (1980) і факультет іноземних мов в Таллінському університеті (2002). Працювала шаховим тренером і юристом.
З 1992 Татьяна очолювала шаховий клуб Мустамяєнського Будинку дитячої творчості, де щорічно займаються 80-90 юних шахістів. Своєю популярністю цей клуб завдячує саме їй. Зокрема організовані нею турніри, приурочені до Дня батька, річниці Естонської республіки та на честь Маайї Ранніку набули республіканського значення.

## Шахова кар'єра
Татьяна розпочала гру в шахи в Таллінському палаці піонерів. В 1969 та 1970 вона двічі вигравала юнацькі чемпіонати Естонії з шахів, а в 1971 перемогла на радянському юнацькому чемпіонаті в Ризі. З 1971 по 1983 дев'ять разів брала участь у чемпіонатах СРСР із шахів, з найкращим результатом у 1975 - срібна медаль. У 1976 поділила 8 і 9 місце з Мілункою Лазаревич (Югославія) на міжзональному турнірі в Розендалі. В 1985, 1988 та 1990 вигравала в Балтійському жіночому шаховому чемпіонаті.
Також Татьяна - десятиразова чемпіонка Естонії з шахів (1977-78, 1983, 1989, 1992, 1998, 2002-03, 2012-13). Вона п'ятиразова срібна (1973-74, 1988, 1997, 2007) та восьмиразова бронзова (1975, 1982, 1984, 1990-91, 1993-95) призерка естонського чемпіонату. Вона здобула 12 перемог на чемпіонаті Естонії з швидких шахів (1990, 1998—2000, 2003—05, 2007—09, 2011—12) і 8 титулів чемпіона Естонії з бліцу (2004—09, 2011—12).
Крім цього Татьяна здобула бронзову медаль на жіночому чемпіонаті Світу серед ветеранів п'ять разів (2005, 2006, 2008, 2009, 2010). В 2012 вона перемогла на жіночому чемпіонаті Європи серед ветеранів в Каунасі, а також здобула срібло (2007) і бронзу (2006) на цих змаганнях. Вона здобула перемогу у віковій категорії 50+ цього чемпіонату в 2014 році, коли вперше чемпіонати серед ветеранів були розподілені на два дивізіони (50+ та 65+).